# Only Heaven
Only Heaven četvrti je studijski album švicarskog industrijalnog sastava The Young Gods. Diskografske kuće Play It Again Sam i Interscope Records objavile su ga 27. lipnja 1995. godine.

## Popis pjesama
Tekstovi: Franz Treichler. 
| 1.    | »Outside«                                                                | Treichler                | 0:31  |
| 2.    | »Strangel«                                                               | Treichler                | 3:07  |
| 3.    | »Speed of Night«                                                         | Treichler, Roli Mosimann | 6:00  |
| 4.    | »Donnez les esprits«                                                     | Treichler, Mosimann      | 6:17  |
| 5.    | »Moon Revolutions«                                                       | Treichler, Alain Monod   | 16:35 |
| 6.    | »Kissing the Sun«                                                        | Treichler                | 4:30  |
| 7.    | »The Dreamhouse«                                                         | Treichler                | 4:52  |
| 8.    | »Lointaine«                                                              | Treichler                | 4:20  |
| 9.    | »Gardez les esprits«                                                     | Treichler                | 1:08  |
| 10.   | »Child in the Tree«                                                      | Treichler, Monod         | 4:35  |
| 11.   | »Kissing the Sun (Orange Mix)« (na određenim je izdanjima bonus skladba) | Treichler                | 9:18  |
| 61:13 |                                                                          |                          |       |

## Recenzije
AllMusicov recenzent Ned Raggett albumu je dodijelio četiri i pol zvjezdica od njih pet i izjavio: "Od kratkih, minimalističkih zvučnih isječaka kao što su "Outside" i "Gardez les esprits" do akustične (!) tužaljke "Child in the Tree" do električnih, distorziranih posttechno uništenja kao što je "Strangel" i žalosne "Speed of Night" koja juriša, članovi the Godsa stvorili su dosljedno slušljiv album i prikazali svoju iznimnu sposobnost u stvaranju raznolikih pjesama, a u isto vrijeme stvarajući pjesme koje se može pjevušiti, pjevati ili uz koje jednostavno možete brzo kimati glavom."

## Zasluge
| The Young Gods - Urs Hiestand – bubnjevi - Alain Monod – klavijature - Franz Treichler – vokali | Ostalo osoblje - Erwin Autique – tonska obrada - Yaron Fuchs – asistent pri tonskoj obradi - Chris Laidlaw – asistent pri tonskoj obradi - Roli Mosimann – produkcija, snimanje, miksanje; aranžman (pjesama 2 i 5) - Franz Siffert – snimanje, miksanje (pjesme "Kissing the Sun (Orange Mix)") - Bertrand Siffert – snimanje, miksanje (pjesme "Kissing the Sun (Orange Mix)") - Gary Townsley – asistent pri tonskoj obradi - Howie Weinberg – masteriranje - Ronald Sautebin – omot albuma - Yvon Baumann – slike |

## Ljestvice
| Ljestvica (1995.) | Najviša Pozicija |
| ----------------- | ---------------- |
| Nizozemska        | 85               |
| Švicarska         | 11               |